# Vol Precision Air 494
Le 6 novembre 2022, un ATR 42-500 effectuant le vol Precision Air 494, reliant Dar es Salam à Bukoba, en Tanzanie, s'écrase dans le lac Victoria à une centaine de mètres du rivage lors de son atterrissage par mauvaise visibilité et mauvais temps, tuant dix-neuf personnes sur les quarante-trois présentes à bord de l'avion.

## Contexte

### Avion

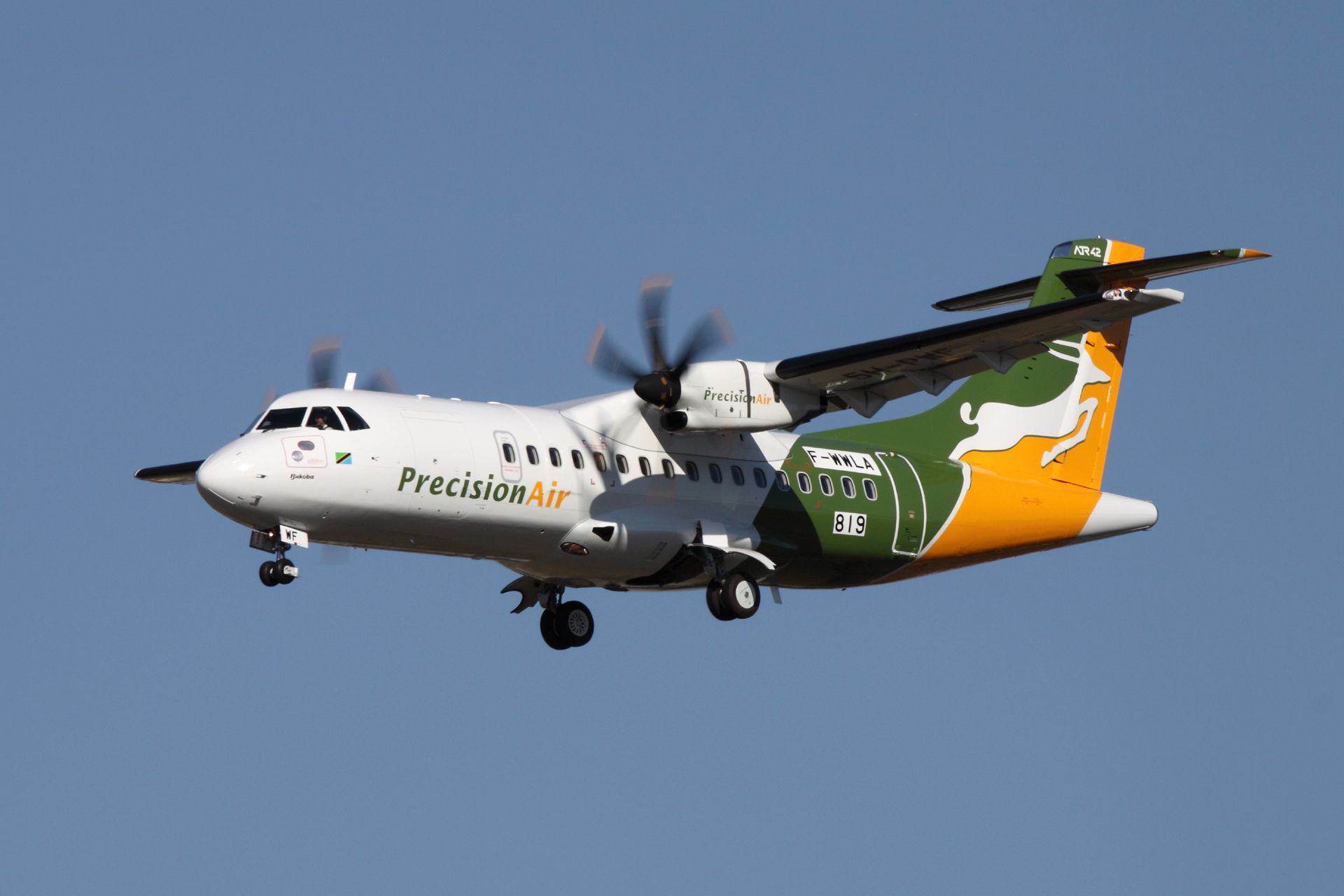
L'ATR 42-500 impliqué dans l'accident, ici photographié à l'aéroport de Toulouse-Blagnac en août 2010, alors qu'il porte encore son immatriculation d'essai, F-WWLA.

L'avion impliqué dans l'accident est un ATR 42-500 âgé de douze ans nommé « Bukoba », portant le numéro de série 819 et immatriculé 5H-PWF. Il est livré à Precision Air, compagnie aérienne privée de Tanzanie, en août 2010. L'avion est propulsé par deux turbopropulseurs Pratt & Whitney Canada PW127,.

### Passagers et équipage
L'avion transporte trente-neuf passagers, dont un bébé, et quatre membres d'équipage. La majorité d'entre eux sont des Tanzaniens, et les médias locaux ont déclaré qu'au moins deux étaient des Kenyans, dont le copilote. Les pilotes de l'avion ont été identifié comme étant le commandant de bord Buruhani Bubaga et le copilote Peter Odhiambo.

## Accident
Le vol 494 est un vol régulier reliant les villes tanzaniennes de Dar es Salam et Bukoba avec une escale à Mwanza, au nord du pays. Le 6 novembre 2022, l'ATR 42 décolle vers 6 h 0 (heure d'Afrique orientale) de l'aéroport international Julius-Nyerere, près de Dar es Salam, avec à son bord trente-neuf passagers et quatre membres d'équipage, dont les deux pilotes et deux membres de l'équipage de cabine. 
Un survivant a déclaré que les pilotes avaient dû dérouter l'avion en raison de la détérioration des conditions météorologiques et que l'avion avait dû voler vers la frontière tanzanienne-ougandaise avant de rebrousser chemin vers Bukoba. Le passager a également déclaré que lors de leur approche, ils avaient rencontré de fortes turbulences après avoir été informés qu'ils allaient atterrir sous peu,. Peu après, l'avion s'écrase dans le lac Victoria vers 8 h 45, à 500 mètres de la piste, alors qu'il tentait d'atterrir à l'aéroport de Bukoba. 
Les survivants ont déclaré que la partie avant de l'avion a été immédiatement remplie d'une grande quantité d'eau, provoquant la panique à l'intérieur de la cabine. Les agents de bord ont alors ouvert les issues de secours et les passagers ont commencé à s'échapper de l'avion qui coulait dans le lac. Des photos et des vidéos circulant sur les réseaux sociaux montrent l'avion presque entièrement submergé, avec seulement son empennage visible au-dessus de la ligne de flottaison. Sur les quarante-trois personnes à bord, dix-neuf sont tuées dans l'accident,,. 

## Opérations de sauvetage

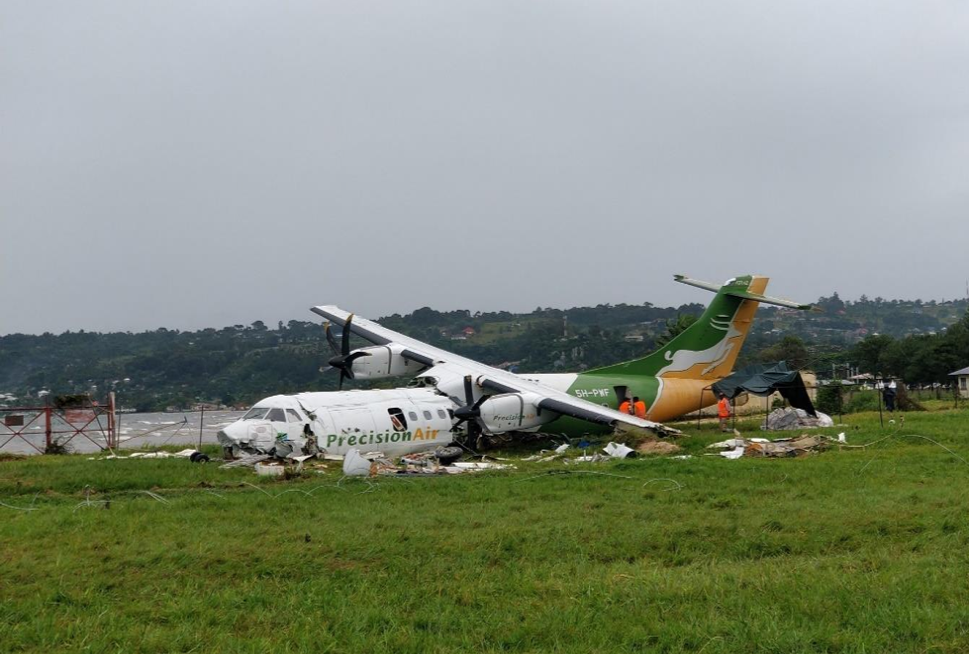
L'épave du vol 494, photographiée après l'accident.

Des pêcheurs locaux sont les premiers à arriver sur les lieux de l'accident. Rapidement, ils cassent la porte arrière en la brisant avec une rame d'aviron, sauvant avec succès ceux qui étaient assis à l'arrière. Les deux pilotes étaient toujours conscients et vivants car il n'y avait pas de fuite d'eau à l'intérieur du poste de pilotage. Les secouristes étaient alors en contact avec eux et tentaient de rapprocher l'avion de la rive du lac Victoria à l'aide de cordes, de grues et de l'aide de la population locale,,.
Un pêcheur a tenté de briser les vitres du cockpit avec une hache puis a attaché une corde à la porte de secours du poste de pilotage et a tenté de l'ouvrir en utilisant d'autres bateaux à proximité, mais la corde s'est brisée, l'assommant. Par la suite, des secouristes arrivent sur les lieux pour tenter de secourir ceux qui sont encore coincés à l'intérieur de l'avion. Cependant, les deux pilotes sont décédés avant que les sauveteurs ne parviennent à les extraire.

## Réactions
À la suite de l'accident, la présidente tanzanienne Samia Suluhu adresse ses condoléances aux victimes et déclare notamment sur Twitter : « J'ai reçu avec regret l'information de l'accident d'avion de Precision Air dans le lac Victoria, dans la région de Kagera. J'adresse mes condoléances à toutes les personnes touchées par cet accident. Gardons notre calme pendant que les opérations de sauvetage se poursuivent et prions afin que Dieu nous vienne en aide »,. Dans le même temps, le Premier ministre tanzanien Kassim Majaliwa se rend sur le site et déclare que les causes de l'accident feraient l'objet d'une enquête approfondie.
Le 7 novembre, un service funèbre a lieu au stade Kagera Kaitaba à Bukoba. Le Premier ministre Majaliwa, ainsi que des religieux musulmans et chrétiens, dirigent des prières pour les victimes, où des centaines de personnes en deuil se sont rassemblées,. Il déclare plus tard que les frais funéraires seraient couverts par le gouvernement, ajoutant qu'un montant supplémentaire d'un million de shillings tanzaniens (environ 430 euros) serait fourni aux proches des victimes.

## Enquête
Au lendemain de l'accident, plusieurs équipes sont envoyés sur les lieux pour participer à l'enquête, notamment des membres de Precision Air, de l'avionneur ATR, de l'autorité aéroportuaire de Tanzanie (en) (TAA) ou encore du Bureau d'enquêtes et d'analyses pour la sécurité de l'aviation civile (BEA) français.
Selon les premiers éléments, la météo lors de l'atterrissage de l'avion était mauvaise,. Quelques heures avant l'accident, le vent était léger mais des nuages de types cumulonimbus étaient présents dans la zone de l'aéroport à une altitude d'environ 1 400 pieds (430 mètres). Peu après l'accident, un survivant déclare que l'avion subissait de fortes turbulences en raison de la dégradation des conditions météorologiques lors de l'approche sur l'aéroport.
En 2023, la TAA a publié son rapport préliminaire, déclarant que l'approche a été effectuée selon les règles de vol à vue dans de mauvaises conditions météorologiques, et que l'équipage n'a pas tenu compte des alarmes de l'avertisseur de proximité du sol (EGPWS).
Le 18 janvier 2025, le rapport final sur cet accident a été publié par la TAA. L'enquête a révélé que l'équipage n'a pas réagi correctement aux avertissements de l'EGPWS jusqu'à deux secondes avant l'impact avec l'eau. Le rapport indique que l'avion a percuté la surface du lac avec une assiette à piquer de 2° et une inclinaison de 10° à gauche. Une défaillance au niveau de la gestion des ressources de l'équipage (CRM) a été également constatée.

### Citations originales
1. ↑  « Nimepokea kwa masikitiko taarifa ya ajali ya ndege ya Shirika la Precision katika Ziwa Victoria, mkoani Kagera. Natuma salamu za pole kwa wote walioathirika na ajali hii. Tuendelee kuwa watulivu wakati huu zoezi la uokoaji likiendelea huku tukimuomba Mwenyezi Mungu atusaidie[13]. »